# Doutrina Giedroyc

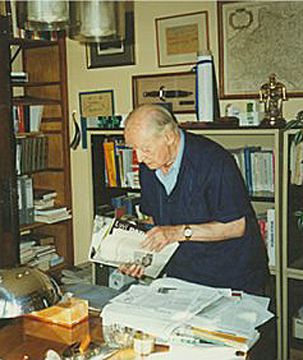
Jerzy Giedroyc (Maisons-Laffitte, 1997)

A doutrina Giedroyc (do polonês : doktryna Giedroycia) ou doutrina Giedroyc-Mieroszewski foi uma doutrina política que pedia a reconciliação entre os países da Europa Central e Oriental . Foi desenvolvido por emigrantes poloneses do pós-guerra e recebeu o nome de Jerzy Giedroyc , um publicitário emigrante polonês, com contribuições significativas de Juliusz Mieroszewski , para quem às vezes também é referenciada. 

## História
Giedroyc desenvolveu a doutrina na década de 1970 na revista Kultura com Juliusz Mieroszewski (a doutrina às vezes é chamada de doutrina Giedroyc-Mieroszewski   ) e outros emigrados do "grupo Maisons-Laffitte ".      A doutrina pode ser buscada desde o projeto Prometeísta entre guerras de Józef Piłsudski. 
A doutrina insistia na necessidade de reconstruir boas relações entre os países do centro- leste e do leste europeu . A doutrina também afirmou que a preservação da independência pelos novos estados pós-soviéticos que se situam entre a Polônia e a Federação Russa é um interesse polonês fundamental de longo prazo.  Isso exigia que a Polônia rejeitasse quaisquer ambições imperiais e reivindicações territoriais questionáveis e aceitasse as mudanças nas fronteiras do pós-guerra.    A doutrina apoiava a independência da Bielorrússia e da Ucrânia .  Também defendeu o tratamento de todos os países do Leste Europeu como iguais em importância à Rússia e a recusa de tratamento especial para a Rússia.   A doutrina não era hostil à Rússia, mas exigia que tanto a Polônia quanto a Rússia a abandonar sua luta pela dominação de outros países da Europa Oriental - neste contexto, principalmente os estados bálticos, Belarus e Ucrânia (daí outro nome para a doutrina: o "doutrina ULB", onde "ULB" significa "Ucrânia, Lituânia, Bielorrússia").    
Inicialmente, a doutrina tratava a atitude dos emigrados poloneses pós-Segunda Guerra Mundial, especialmente em torno do governo polonês no exílio em Londres, e basicamente pedia o reconhecimento do status quo do pós-guerra.  Mais tarde, foi adaptado com o objetivo de afastar a Bielorrússia, a Ucrânia e a Lituânia da esfera de influência soviética e posteriormente russa. 
A doutrina apoiava a União Européia e visava remover os países da Europa Central e Oriental da esfera de influência soviética .  Depois que a Polônia recuperou sua independência da influência soviética após a queda do comunismo em 1989, a doutrina foi implementada nas políticas externas do leste da Polônia. A própria Polônia começou a se integrar à União Européia, eventualmente  unindo-se   à União Europeia em 2004 .    A Polônia também apoiou a adesão da Ucrânia à União Européia e à OTAN .  A doutrina resultou em algumas tensões nas relações polaco-russas . 
A doutrina foi criticada por alguns comentaristas e políticos, particularmente no século 21,  e foi sugerido que nos últimos anos a doutrina foi abandonada pelo Ministério das Relações Exteriores da Polônia.  Outros, no entanto, argumentam que a política continua em vigor e é endossada pelo Ministério das Relações Exteriores da Polônia.  